# 어항 속의 하이틴
《어항 속의 하이틴》(Fish Hooks)은 노아 Z. 존스, 알렉스 허쉬, 윌리엄 레이스가 만든 미국의 TV 애니메이션이다. 2010년 9월 24일 디즈니 채널을 통해 방송되고 있다. 한국에서는 2011년 1월 23일에 방송했다.